# 圣安多尼堂 (里斯本)
圣安多尼堂（葡萄牙語：Igreja de Santo António de Lisboa）是一座位于葡萄牙里斯本的罗马天主教教堂，供奉帕多瓦或里斯本的聖安多尼。据传说，此堂即圣人1195年出生的地点。

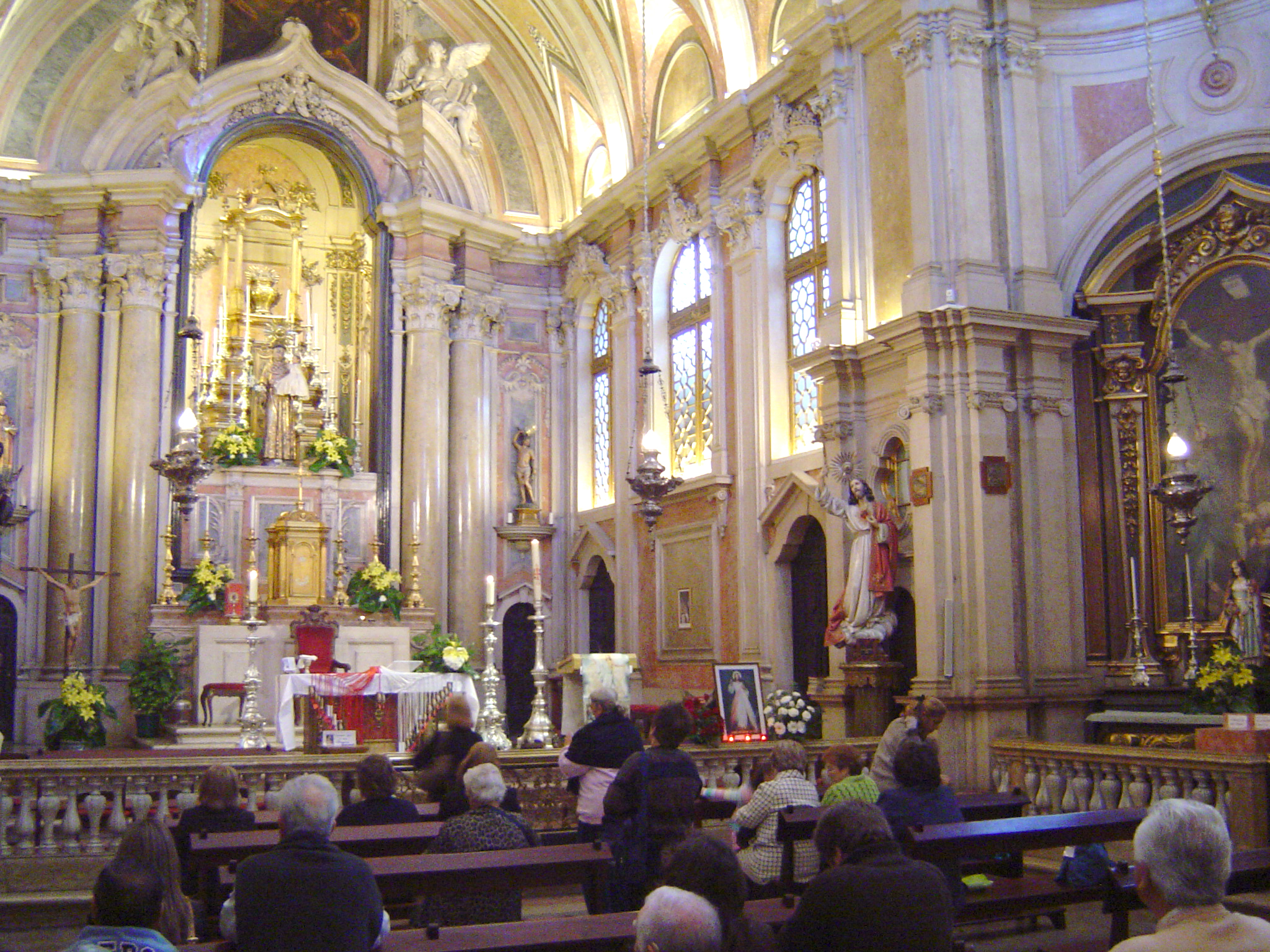
内部

圣人出生的地点颇为靠近里斯本主教座堂，在15世纪改为一个小堂。此后曾重建数次。在1755年里斯本大地震中被毁后，于1767年再次重建，为巴洛克-洛可可风格。 
自1755年起，每年6月13日圣安多尼节都有游行，从该堂出发，经过里斯本主教座堂，以及阿尔法玛区倾斜的街道。
1982年5月12日，若望保禄二世参观此堂。他在教堂前广场树立圣安多尼雕像。